# Mirta Massa
Mirta Teresita Massa (Buenos Aires, 1947) es una exmodelo, pintora, actriz de cine y exreina de belleza argentina que fue coronada Miss Internacional en 1967.

## Carrera
Mirta Massa se inició profesionalmente como modelo de pasarela. Su belleza y sus fuertes rasgos la llevaron a ser una de las modelos que más ocupó las tapas de la Revista Gente. Perteneció al personal de modelos en las que se incluyen Mora Furtado, Carmen Yazalde, Silvia Albizu, Teté Coustarot, Teresa Calandra, Patricia Miccio, Vilma Berlín, Silvana Suárez, Anamá Ferreira, Graciela Zito y Evelyn Sheidl.
Luego de ser elegida Miss Argentina, Massa fue coronada como Miss Internacional 1967, en Long Beach, California, lo que le llevó a realizar decenas de publicidades y desfiles en todo el mundo.
Viajó a Río de Janeiro donde hizo algunas publicidades y trabajó en una campaña junto al modelo y empresario Nono Pugliese.
En la década del '70 incursiona en la pantalla grande con algunas películas en las que compartió escenas con figuras nacionales como Sandro, Jorge Salcedo, Nathán Pinzón, Pedro Quartucci, Ricardo Bauleo, Julio de Grazia, Víctor Bó, Mimí Pons, Malisa Zini, Eva Franco, Herminia Franco,  Guillermo Battaglia, Alberto Fernández de Rosa, Claudia Sánchez entre otros.
En 1987 abandona definitivamente el modelaje y toma interés en la pintura. Empezó estudiando en talleres, de conocidos pintores, Diana Dowek, Luis Debairosmoura, Oscar Bony, entre otros. Hizo su primera muestra en 1990 en el Centro Cultural Recoleta. En el 2011 realizó una exposiciones con sus creaciones en una muestra a la que llamó Huellas tribales.

## Vida privada
En lo referido a su vida privada, se la relacionó sentimentalmente con el cantante español Julio Iglesias. Tuvo un romance con el tenista argentino Guillermo Vilas, además, tuvo un romance con el ya fallecido boxeador Víctor Galíndez.
Se casó en dos oportunidades, la primera con el médico Jorge Minguillón. Tiempo después contrajo matrimonio con el español Tristán Morenés, uno de los líderes de Repsol en Argentina.
En 1999 el diario La Nación publicó de manera errónea la noticia de la muerte de la modelo Mirta Massa en un accidente automovilístico. Al día siguiente se retractaron aclarando que se trató de una mujer que tenía el mismo nombre y apellido que la artista.
En febrero de 1974 se la relacionó con el quíntuple campeón del mundo de automovilismo Juan Manuel Fangio.
En la actualidad, padece una enfermedad psíquica limitante.

## Filmografía
- 1970: El sátiro.
- 1970: El ángel de la muerte.
- 1972: Destino de un capricho.
- 1975: La super, super aventura.[9]